# Sperling und die Katze in der Falle
Sperling und die Katze in der Falle ist ein deutscher weihnachtlicher Fernsehfilm von Friedemann Fromm aus dem Jahr 2005. Es handelt sich um die siebzehnte Episode der ZDF-Kriminalfilmreihe Sperling mit Dieter Pfaff in der Titelrolle. Sperlings Team setzt sich zusammen aus Marie Winter, gespielt von Carin C. Tietze, Falk Hofmann (Philipp Moog) und Waltraud Schütze (Anna Böttcher). Die Haupt-Gaststars dieser Folge sind Sebastian Koch, Nina Kunzendorf, Tim Wilde und Christina Große.
Die Pressestelle des ZDF schrieb bei Ankündigung des Films: „Günter Schütter schrieb das beunruhigend-fesselnde Drehbuch zu diesem Film, in dem es auch um Einsamkeit, Lebenslügen und die zerstörerische Kraft der Liebe geht.“

## Handlung
Kriminalhauptkommissar Hans Sperling aus Berlin ist schon als Weihnachtsmann verkleidet, als ihm am Tag vor Heiligabend das Ehepaar Winteracker gegenübertritt, um Hilfe zu erbitten, da ihr knapp dreizehnjähriger Sohn Yannick vermisst wird. Sperling sagt den Eltern zu, dass man gleich am nächsten Tag das Gelände, wo der Junge zuletzt gesehen wurde, weiträumig nach ihm absuchen werde. Die Familie lebt auf dem Grundstück der schwerreichen Giessens. Götz Winteracker ist im Securitybereich bei der Familie angestellt. Sperling befragt den Industriellen Georg Giessen, der Yannick aller Wahrscheinlichkeit nach am Vortag gegen 15.00 Uhr als Letzter gesehen hat. Seltsamerweise kann die Aussage Giessens zeitlich nicht stimmen und auch sonst ergeben sich einige Ungereimtheiten. Sperling bittet Giessen daher, ihn aufs Revier zu begleiten. Dort will der Kommissar wissen, wie es zu der Freundschaft zwischen dem Unternehmer und Yannick gekommen sei. Giessen verwickelt sich in Widersprüche und kann auch nicht wirklich erklären, wofür er Bretter erstanden hat, deren Maße Sperling dazu animieren, eine sargähnliche Holzkiste zu zeichnen, deren Größe den von Giessen genannten Maßen der Bretter entspricht. Sperling sagt Giessen auf den Kopf zu, dass er lüge. Er wird in Haft genommen. Margot Giessen erzählt Sperling, dass ihr Mann immer der einzige Mann gewesen sei, den sie geliebt habe. Sperling will von ihr wissen, ob ihr Mann schwul sei. Margot Giessen gibt zu, dass sie eifersüchtig auf Yannick gewesen sei, dem ihr Mann viel Zeit gewidmet habe, während er sich um sie so gut wie überhaupt nicht mehr gekümmert habe, selbst dann nicht als sie mehrere Wochen im Krankenhaus gelegen habe.
Sperling will von Georg Giessen wissen, ob er Andreas Mohrmann kenne, einen Zwölfjährigen, der vor zwei Jahren in einer Kiste in einem Erdloch gefunden worden sei und den man hätte retten können, wenn man ihn eher gefunden hätte. Er sei ganz langsam über Tage hinweg erstickt. Gießen sei jeden Tag auf seinem Weg zur Arbeit an dem Haus vorbeigekommen, in dem der Junge gewohnt habe. Auch jetzt wieder reagiert der Unternehmen spöttisch und lässt Sperling auflaufen. 
Überraschend wendet sich das Blatt jedoch, Georg Giessen hatte die Aufgabe, die Aufmerksamkeit auf sich zu ziehen, bis Yannick Winteracker, der entführt worden ist, sich in Sicherheit befindet. Im Zusammenwirken mit seinem Vater hat Georg dafür gesorgt, dass der Vater des Jungen die geforderten 1,2 Millionen Lösegeld an die Entführer übergeben kann, ohne dass die Polizei sich einmischt. Die Entführer hatten mit dem Tod Yannicks gedroht. Dann aber wendet sich das Blatt abermals, als Sperling den Jungen unversehrt in einem maroden Gebäude auf einem Seegrundstück der Giessens entdeckt. Schnell bekommt er heraus, dass Yannick und Götz Winteracker gemeinsam den Plan einer vorgetäuschten Entführung gefasst haben, um den Giessens Geld aus der Tasche zu ziehen. Sabine Winteracker war in diesen Plan nicht eingeweiht. Als Giessen von Yannick wissen will, warum er das getan habe, er habe ihn doch immer gut behandelt, meint der Junge leichthin, Giessen habe doch genug Geld und es sei ja auch niemand zu Schaden gekommen. So meinst, Du, ist alles, was der Unternehmer erwidern kann. Dann hört man das Geräusch eines Schusses. Sperling findet Margot Giessen an ihrem Schreibtisch. Sie hat sich eine Kugel in den Kopf geschossen. Die verlorene Liebe ihres Mannes hat sie zu diesem Schritt bewogen. Wenig später besucht Sperling das Grab seiner Frau Jutta, um ihr fröhliche Weihnachten zu wünschen.    

## Produktion

### Dreharbeiten, Produktionsnotizen
Der Film wurde vom 5. April bis zum 6. Mai 2005 in Berlin und Umgebung gedreht. Die Aufnahmeleitung lag bei Melanie Lauche, Mariam Razaghi-Khamsi und Uli Menzel, die Produktionsleitung bei Christa Lassen. Die Redaktion im ZDF lag bei Klaus Bassiner und Axel Laustroer. Es handelt sich um eine Produktion der Polyphon im Auftrag des ZDF.
Dieter Pfaff, der die Idee zu dem Film hatte, und der nur selten lobt, meinte, die Zusammenarbeit in diesem Film sei „sehr vergnüglich und tief“ gewesen. Pfaff lobte das Drehbuch in den höchsten Tönen, er sei beim Durchlesen auch noch beim dreißigsten Mal auf neue Dinge gestoßen, die er zuvor überlesen habe. Über seinen Gegenspieler im Film Sebastian Koch sagte Pfaff, er sei einer, der sich in seine Figuren hineinwühle und so auch seine Partner herausfordere. Nicht weniger beeindruckend sei Nina Kunzendorf als seine Ehefrau, die die bewegendsten Dialoge habe.

### Veröffentlichung
Sperling und die Katze in der Falle wurde erstmals am 26. November 2005 zur Hauptsendezeit im ZDF ausgestrahlt.
Diese siebzehnte Episode der Reihe erschien zusammen mit allen weiteren 17 Folgen am 10. April 2015 auf DVD, herausgegeben von der Edel Germany GmbH.

## Kritik
Die Kritiker der Fernsehzeitschrift TV Spielfilm gaben dem Film ihre bestmögliche Wertung, indem der Daumen nach oben zeigte, und ausführten: „In einem fast surrealen, düster-kalten Ambiente läuft hier ein Psychoduell ab, wie es im deutschen TV-Krimi lange nicht zu erleben war. Ganz ohne Action bleibt es packend bis zur überraschenden Auflösung des Falls.“ Fazit: „Hoch spannend, ganz ohne Hektik“.
Rainer Tittelbach gab dem Film auf seiner Seite tittelbach.tv fünf von sechs möglichen Sternen und begeisterte sich: „Die Geschichte seziert messerscharf den Tod einer Ehe, dringt in die abgründigsten Abseiten der Liebe, ohne dabei zu moralisch zu werden. Klasse-Buch, prima Regie und drei Schauspieler in einem großartigen Psycho-Duell. Ein Gipfeltreffen der Grimme-Preisträger. Ein Highlight der Reihe!“ Weiter führte der Kritiker aus: „Die Grimme-Preisträger Günter Schütter und Friedemann Fromm zeigen, wie ein guter Krimi angelegt sein muss: als ein Spiel mit Möglichkeiten. Ermittlungsarbeit ist immer eine Frage der Wahrnehmung. Auch für den Zuschauer. Das kluge Drehbuch reflektiert stets die Bedingungen der kriminalistischen Arbeit mit. Trotzdem bleibt die Story klar, wirkt nie abgehoben und eine falsche Fährte endet nicht in einer überkonstruierten Handlung. Der Autor arbeitet mit rätselhaften Ausnahmesituationen, die weder Kommissar noch Zuschauer plausibel einzuordnen in der Lage sind. Bei aller Irritation baut sich ein faszinierendes Netzwerk an Bindungen und Beziehungen auf. ‚Sperling und die Katze in der Falle‘ verabschiedet sich vom Whodunit-Prinzip und versucht, das menschliche Drama hinter dem Fall zu beleuchten. Nicht oft gelingt das mit solcher Eindringlichkeit.“
Die Prisma-Redaktion gab auch diesem Film drei von fünf möglichen Sternen und führte aus, Regisseur Friedemann Fromm gelte als Spezialist für spannende Krimi- und Psychothriller-Unterhaltung, […], das beweise er auch mit dieser Krimi-Folge, „die vor allem durch das brillant gespielte Psycho-Duell zwischen Dieter Pfaff und Sebastian Koch“ besteche. Fromm sorge „für Spannung pur“.
Auch die Redaktion des Filmdienstes war von dem Film überzeugt. Dort hieß es: „Spannender (Fernsehserien-)Krimi, der sich die kriminalistische Erkenntnis zu Nutze macht, dass in Entführungsfällen die ersten 48 Stunden die entscheidenden sind. – Ab 14.“
Bei Quotenmeter.de bewertete Manuel Weis den Film und meinte, Friedemann Fromm sei ein „äußerst spannender Krimi gelungen, der absolut zu empfehlen“ sei. Es werde gut verstanden, „die Hektik der immer weiter voranschreitenden Uhr spürbar zu machen“. Die „Auflösung des Falles, der gegen Ende eine völlig andere Wendung“ bekomme, sei „in sich schlüssig und passend“. Nicht zuletzt gebühre dem Hauptdarsteller, Dieter Pfaff, ein Lob, „der einmal mehr die Rolle des Hans Sperling perfekt in Szene“ setze. Eine kleine Einschränkung machte der Kritiker hinsichtlich der Szene, in der der verdächtige Giessen „nach der Vernehmung auf dem Weg in die Zelle von mehreren Polizisten brutal zusammengeschlagen und somit gequält“ werde. „Solche Szenen von Selbstjustiz – gerade wenn sie an reale Gegebenheiten (hier den Fall Jakob von Metzler) angelehnt“ seien – brauche „das deutsche Fernsehen nicht, deswegen: Punktabzug!“
Die Berliner Morgenpost lobte, die Thematik des Films sei „emotional packend“. Dazu komme „eine sehr gute Besetzung“.